# Línea 33 (Dbus)
La línea 33 de Dbus es una línea de autobús que conecta los barrios de Altza, Intxaurrondo y Gros con el Antiguo, Berio y el polígono de Igara pasando por el centro de San Sebastián. Se trata de la 6ª línea más utilizada de la red.
En los últimos años se ha ido variando la terminal en la zona de Ibaeta, teniendo actualmente 3 recorridos distintos: el principal, el prolongado a Igara y el de Igara-Illarra.